# Dzwonów
Dzwonów (niem. Nieder Schellendorf) – wieś w Polsce, w województwie dolnośląskim, w powiecie legnickim, w gminie Chojnów, nad rzeką Brochotką.
W latach 1975–1998 administracyjnie należała do województwa legnickiego.
Przed 2023 r. miejscowość była przysiółkiem wsi Budziwojów.
Pierwsza pisemna wzmianka w formie Scheldorf pochodzi z ok. 1300 roku. Od XVII wieku wieś występowała pod nazwą Nieder Schellendorf dla odróżnienia od położonych na południowy zachód zabudowań zwanych Ober Schellendorf. 8 listopada 1948 roku urzędowo nadano obu miejscowościom polskie nazwy Dzwonów Dolny oraz Dzwonów Górny. 1 stycznia 2023 roku przemianowano Dzwonów Dolny na Dzwonów, a nazwę Dzwonów Górny zniesiono.

## Zabytki
Do wojewódzkiego rejestru zabytków wpisany jest:
- park, z drugiej połowy XIX w.

inne zabytki:
- dwór z połowy XVIII w., w zadrzewionej okolicy z zabytkowym grabem pospolitym.